# Architektura trójwarstwowa

Diagram ilustrujący architekturę trójwarstwową

Architektura trójwarstwowa (ang. three-tier architecture lub three-layer architecture) - architektura typu klient-serwer, w której interfejs użytkownika, przetwarzanie danych i składowanie danych są rozwijane w postaci osobnych modułów, zwykle na oddzielnych platformach; koncepcja architektury trójwarstwowej wywodzi się z Rational Software.
Architektura tego typu pozwala aktualizować lub zastępować poszczególne moduły niezależnie od siebie, w miarę jak zmieniają się warunki techniczne - przykładowo, zmiana systemu operacyjnego na komputerze użytkownika (np. z Windows na Linux lub odwrotnie), wpływa jedynie na warstwę interfejsu użytkownika, ale nie na przetwarzanie i składowanie danych.
Przetwarzanie danych na serwerze aplikacji także może się składać z kilku oddzielnych warstw, wskutek czego architektura taka zmienia się w architekturę wielowarstwową.